# Lebia halmaherae
Lebia (Lebia) halmaherae – gatunek średniej wielkości chrząszcza z rodziny biegaczowatych i podrodziny Lebiinae.

## Taksonomia
Gatunek opisany został w 2010 roku przez Martina Baehra na podstawie dwóch okazów: samca i samicy odłowionych w 1996 i w 2006 roku. Holotypem jest samiec, a samica paratypem. Nazwa gatunkowa pochodzi od wyspy Halmahera na której odłowiono oba okazy. Gatunek należy do podrodzaju Lebia sensu stricto i grupy gatunkowej Lebia karenia-group.

## Opis
Gatunek wyróżnia się spośród podobnych nieco innym kształtem ząbkowanego sklerytu wewnętrznej torebki aedeagusa oraz jego wierzchołka, a także mniej jasnym wzorem na pokrywach.
Średniej wielkości chrząszcz o długości od 5,9 do 6,1 mm. Głowa węższa od przedplecza, czerwonawa z obrzeżami nadustka i labrum przechodzącymi w żółć. Oczy duże, półkuliste. Przedplecze najszersze w wierzchołkowej ⅓, czerwonawe z żółciejącymi krawędziami. Kąty wierzchołkowe szeroko zaokrąglone. Obrzeża przedplecza w części przedniej wypukłe, a w tylnej pochylone i proste. Odnóża jasnoczerwonawe, z głębokimi wcięciami na czwartych członach stóp oraz czterema ząbkami na pazurkach. Pokrywy błyszczące, prawie czarne, z widocznymi, wydłużonymi,  żółtymi plamami barkowymi, które przykrywają międzyrzędy 6 i 5 w części przedniej i sięgają od międzyrzędu 6 do 3 w części tylnej. Pokrywy są stosunkowo krótkie, nieco owalne, najszersze za środkiem. Barki (humeri) zaokrąglone, obrzeża skośnie wypukłe, nieco wciśnięte w podstawowej ⅓ i nieco zafalowane i pochyłe w wierzchołkowej. Kąty wierzchołkowe szeroko zaokrąglone, wierzchołkowe krawędzie nieco podgięte ku szwowi. Rzędy pokryw (striae) pełne i głębokie, a międzyrzędy wypukłe. Tylne skrzydła w pełni rozwinięte. Końcowe sternum odwłoka z 4 szczecinkami u obu płci.

## Występowanie
Znany wyłącznie z wyspy Halmahera w archipelagu Moluków, w Indonezji.